# Dávid Bedő
Dávid Bedő (maďarsky Bedő Dávid; * 23. prosinec 1992, Budapešť) je maďarsko–švédský ekonom, politik, mezi lety 2019 až 2022 zastupitel budapešťského XI. obvodu, od roku 2022 poslanec Zemského sněmu a od února roku 2024 také předseda parlamentní frakce hnutí Momentum Mozgalom (MoMo).

## Politická kariéra
Od roku 2017 je členem hnutí Momentum Mozgalom, za které byl v rámci široké koalice Společně pro Maďarsko v parlamentních volbách roku 2022 zvolen poslancem Zemského sněmu.